# Черкаське (Казахстан)
Черка́ське (каз. Черкасск) — село у складі Аккайинського району Північноказахстанської області Казахстану. Адміністративний центр Черкаського сільського округу.
Населення — 698 осіб (2021; 1197 у 2009, 1468 у 1999, 1375 у 1989).
Національний склад станом на 1989 рік:
- росіяни — 39 %
- казахи — 31 %.